# Либи Смит
Елизабет „Либи“ Смит (на английски: Elizabeth "Libby" Smith) е героиня в драматичния телевизионен сериал „Изгубени“, излъчван по американската телевизия ABC. Сериалът проследява живота на над 40 души, след като самолетът им катастрофира на остров в южната част на Тихия океан. Ролята на Либи се изпълнява от американската актриса Синтия Уотрос. Героинята ѝ е представена за първи път като една от оцелелите от опашката на самолета в епизода от втори сезон „Всички мразят Хюго“, заедно с Бърнард. Ролята ѝ като „жив герой“ приключва в епизода „?“. Оценките на критиците за героинята са като цяло позитивни, особено след смъртта ѝ, въпреки дискусиите, след като актрисата е хваната да шофира в нетрезво състояние. Въпреки че фамилията на Либи не е разкрита в сериала, на видеоклип включващ мъртвите герои, излъчен на Comic-Con през 2009 представят пълното ѝ име като Елизабет Смит. В българския дублаж Либи се озвучава от Милена Живкова.
Либи е участвала в 21 епизода, 20 от които във втория сезон и един в четвъртия. В края на третия сезон тя е единственият главен герой, който не е бил централен персонаж в конкретен епизод, който да разкрие детайли за миналото ѝ. Въпреки това, в края на епизода „Дейв“ има спомен, който се отнася до нея. Планирано Либи да се завърне в третия сезон, но това не се случва. Първата ѝ поява след втория сезон е в епизода „Запознайте се с Кевин Джонсън“ от четвърти сезон.

## История

### Преди катастрофата
Малко се знае за живота на Либи преди острова. В епизода „Другите 48 дни“ тя споменава, че е била във Вермонт, където е счупила крака си по време на ски, и че е посещавала медицинско училище в продължение на една година, след което го напуска и става клиничен психолог.

## Развитие
Продуцентите са потвърдили, че Синтия Уотрос ще се завърне във втората половина на финалния шести сезон на сериала. Относно завръщането на Либи, Кюз казва „Най-накрая на всичките ви въпроси [за Либи], ще бъде отговорено“, на което Линдълоф шеговито отговаря, „Не, няма“.